# Роздавлення

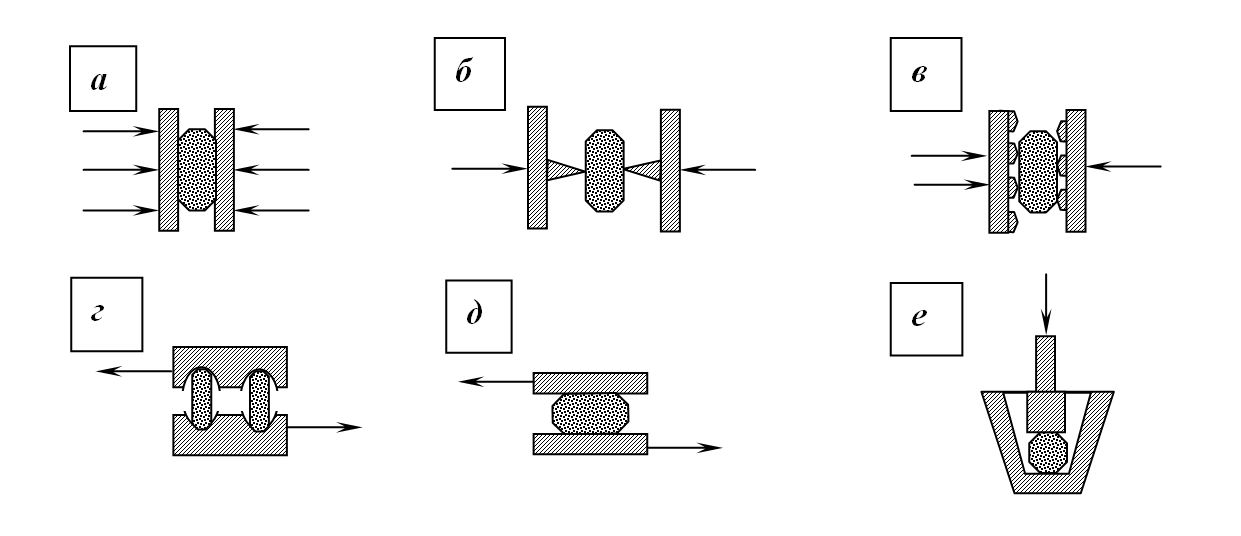
Методи_дроблення.
а — роздавлювання; б — розколювання; в — злам; г — зрізання;
д — стирання; е — удар.

Роздавлювання, Роздавлення — руйнування грудки в результаті стиснення між двома подрібнюючими поверхнями. При дробленні роздавлюванням утворюється велика кількість дрібних зерен, особливо при дробленні крихких корисних копалин. Цей спосіб застосовується, якщо при дробленні корисної копалини допускається підвищений вихід дріб'язку.